# Alektra Blue
Alektra Blue (Scottsdale, 9 giugno 1983) è un'attrice pornografica statunitense.

## Biografia e carriera pornografica
Alektra Blue nacque a Scottsdale, nell'area di Phoenix, in Arizona, e crebbe a Dallas, in Texas. Iniziò a lavorare nell'industria cinematografica nel gennaio 2005, pubblicando per Digital Playground Club's room service e Control 2. Con Brandy Talore, vinse nel 2006 il premio F.A.M.E. "Favorite Rookie Starlet of the Year".
In un'intervista per XRentDVD.com Alektra ammise che la persona a lei più cara nella sua carriera pornografica è stata la sua migliore amica, Taryn Thomas. Nella stessa intervista disse che avrebbe sposato entro poco tempo Pat Myne. Alektra è stata nominata dalla rivista Penthouse Pet of the Month per il mese di aprile 2008. Nel 2011 ha vinto il premio AVN Best Body scelto dai fan.
Alektra ha una breve parte nel video del singolo Telephone di Lady Gaga.

## Riconoscimenti
- AVN Awards
  - 2008 – Best All-Girl Sex Scene (video) per Babysitters con Sophia Santi, Sammie Rhodes, Angie Savage e Lexxi Tyler[6]
  - 2010 – Best Group Sex Scene (film) per 2040 con Jessica Drake, Kristen Price, Mikayla Mendez, Kaylani Lei, Tory Lane, Jayden James, Kayla Carrera, Randy Spears, Brad Armstrong, Rocco Reed, Marcus London, Mick Blue e T.J. Cummings[7]
  - 2011 – Best Body (Fan Award)[8]

F.A.M.E. Awards
- 2006 – Favorite Female Rookie[9]

## Filmografia
- Club's Room Service (2004)
- Control 2 (2004)
- 1 Dick 2 Chicks 4 (2005)
- Anal Prostitutes On Video 3 (2005)
- Art of Love (2005)
- Ass Appeal 3 (2005)
- Ass Attack 1 (2005)
- Asswhole 2 (2005)
- Babes Illustrated 16 (2005)
- Baker's Dozen 5 (2005)
- Big Mouthfuls 7 (2005)
- Bitches In Heat 2 (II) (2005)
- College Guide How to Get More Pussy (2005)
- Cum Beggars 3 (2005)
- Cum Craving Teens 3 (2005)
- Cum Glazed 3 (2005)
- Cum On In 2 (2005)
- Deep Throat This 26 (2005)
- Don't Pull Out 1 (2005)
- Erotica XXX 10 (2005)
- Fishnets 3 (2005)
- Fresh Pink 1 (2005)
- Fucking School Girls (2005)
- Gag Factor 18 (2005)
- Girl Crazy 7 (2005)
- Girls Night Out 2 (2005)
- Girlvana 1 (2005)
- Goo 4 Two 2 (2005)
- Hand to Mouth 1 (2005)
- Housewife Bangers 2 (2005)
- Internal Cumbustion 8 (2005)
- Internal Discharge 1 (2005)
- Juicy G-spots 3 (2005)
- Kinky Sex (2005)
- Lesbian Training 1 (2005)
- Lewd Conduct 24 (2005)
- Lick Me Stick Me 1 (2005)
- More Dirty Debutantes 315 (2005)
- Mr. Pete Is Unleashed 7 (2005)
- No Cum Spitting 2 (2005)
- No Swallowing Allowed 5 (2005)
- Oops I Swallowed 1 (2005)
- Outnumbered 3 (2005)
- Peter North's POV 8 (2005)
- POV Casting Couch 1 (2005)
- POV Suckoffs 1 (2005)
- Road Head (2005)
- Screamin For Semen 1 (2005)
- Sex Pix (2005)
- South Beach Invasion (2005)
- Spank Me I'm A Bad Girl (2005)
- Spunk'd 2 (2005)
- Strap It to Me 5 (2005)
- Suck Fuck Swallow 3 (2005)
- Suck It Dry 1 (2005)
- Sweet Cream Pies 1 (2005)
- Teen Cum Dumpsters 2 (2005)
- Throat Creamers 1 (2005)
- Throat Gaggers 9 (2005)
- Tongues and Twats 2 (2005)
- Trophy Whores 1 (2005)
- Voracious 2 (2005)
- Wet Detailed and Nailed (2005)
- Wetter The Better 2 (2005)
- Where's The Cum (2005)
- 50 To 1 4 (2006)
- American Daydreams 3 (2006)
- Angels of Debauchery 5 (2006)
- Bring Your A Game 1 (2006)
- Bubble Asscious (2006)
- Control 3 (2006)
- Cumstains 7 (2006)
- Cumstains 8 (2006)
- Dark Side of Mya Luanna (2006)
- Decline Of Western Civilization (2006)
- Drowning In Bitch Juice 1 (2006)
- Dude Your Girlfriend Is In A Porno 1 (2006)
- Finger Licking Good 3 (2006)
- First Offense 17 (2006)
- First Time Swallows 2 (2006)
- Girls Love Girls 1 (2006)
- Good Source Of Iron 6 (2006)
- Hookers (2006)
- House of Sin (2006)
- I Love Big Toys 2 (2006)
- McKenzie Illustrated (2006)
- My Sister's Hot Friend 3 (2006)
- Myne Fucked (2006)
- Myne Tease 4 (2006)
- MyXXXPornSpace.com (2006)
- Nasty Girls Wide Open (2006)
- No Man's Land Interracial Edition 9 (2006)
- Party Mouth (2006)
- Pat Myne's POV (2006)
- Perverted POV 10 (2006)
- Pure Sextacy 1 (2006)
- Pussy Foot'n 17 (2006)
- Scream (2006)
- Secretary's Day 1 (2006)
- Sex Addicts: Filling the Need (2006)
- SoCal Coeds 3 (2006)
- Suckers 10 (2006)
- Swallow Myne (2006)
- Teen America (2006)
- Visitor (2006)
- Who's Next In Porn 5 (2006)
- Young Cummers 3 (2006)
- All Alone 1 (2007)
- American Ass 5 (2007)
- Babysitters (2007)
- Black Worm (2007)
- Blow Me Sandwich 10 (2007)
- Brunettes Do It Better (2007)
- Cherry Bomb (2007)
- Creamery  (2007)
- Cum Hungry Leave Full 3 (2007)
- Deeper 5 (2007)
- Double Decker Sandwich 9 (2007)
- Four Finger Club 23 (2007)
- Frankencock (2007)
- Girls Hunting Girls 11 (2007)
- Girls Will Be Girls 1 (2007)
- I Love Alektra (2007)
- I Love Sammie (2007)
- Impassioned (2007)
- In Your Dreams (2007)
- Interactive Sex with Jenna Haze (2007)
- It Barely Fits 1 (2007)
- Jesse Jane: Image (2007)
- Just My Ass Please 5 (2007)
- Lethal Injections 4 (2007)
- Lethal Injections 5 (2007)
- Myne Tease 5 (2007)
- Naughty America: 4 Her 1 (2007)
- Nylons 1 (2007)
- Off the Clock and on the Cock (2007)
- Phat Ass Tits 4 (2007)
- Power Play (2007)
- Predator 1 (2007)
- Pussy Cats 1 (2007)
- Slippery When Wet (2007)
- Sweat 2 (2007)
- Ties That Bind 1 (2007)
- Total Interactive Control of Alektra Blue (2007)
- Trouble With Girls (2007)
- We All Scream For Ass Cream 2 (2007)
- Young Cummers 4 (2007)
- 279 More Pop Shots (2008)
- Anal Asspirations 9 (2008)
- Apprentass 9 (2008)
- Ass Watcher 5 (2008)
- Bree and Kayden (2008)
- Cockstar (2008)
- Drowning In Bitch Juice 3 (2008)
- Face Invaders 3 (2008)
- Fallen (2008)
- Fame (2008)
- Fantasy All Stars 9 (2008)
- Filled To The Rim 5 (2008)
- Heaven or Hell (2008)
- Housewives Hunting Housewives (2008)
- Last Call (2008)
- Lesbians Love Sex 2 (2008)
- Load Warriors 1 (2008)
- Lucky Lesbians 3 (2008)
- Naked Aces 4 (2008)
- Need For Seed 2 (2008)
- No Man's Land 44 (2008)
- Only in Your Dreams 2 (2008)
- Pop Tarts 2 (2008)
- Predator 2 (2008)
- Pretty As They Cum 1 (2008)
- Pretty Pussies Please 4 (2008)
- Roller Dollz (2008)
- Seduction (2008)
- Sex in Dangerous Places (2008)
- Sexy Bitch (2008)
- Shades of Romona (2008)
- Spunk'd 8 (2008)
- Swap Meat (2008)
- Sweat 1 (2008)
- Tease Before The Please 2 (2008)
- Top Ten (2008)
- Totally Fucked 2 (2008)
- Trouble With Young Girls  (2008)
- Up Skirts 1 (2008)
- Video Nasty 3: Stoya (2008)
- What Girls Like (2008)
- Who's Killing the Pets (2008)
- 2040 (2009)
- Alektra Fied (2009)
- Apprentass 10 (2009)
- Battle Of The Babes: Alektra vs Amy Ried (2009)
- Best of No Swallowing Allowed (2009)
- Dinner at Frankie's (2009)
- Dreamgirlz 2 (2009)
- Educating Alli (2009)
- Forever Is The Night (2009)
- Friends 4 Life (2009)
- Fuck Face (II) (2009)
- Gifted (2009)
- Girl Meets Boy (2009)
- House of Wicked (2009)
- Hush (2009)
- Jana Cova: Scream (2009)
- Jana Cova's Juice (2009)
- Ladies Room 1 (2009)
- Lies (2009)
- Making Amends (2009)
- Mobster's Ball 2 (2009)
- Most Likely To Suck Seed (2009)
- Pop Shots 10 (2009)
- Reinvented (2009)
- Sex on Set (2009)
- Spin the Bottle (2009)
- Stuff Dreams are Made Of (2009)
- Titter (2009)
- Watch Your Back 3 (2009)
- Writer's Bullpen (2009)
- Alektra's Dirty Mind (2010)
- Bangover (2010)
- Blown Away 3 (2010)
- Date Night (2010)
- Dreamgirl (2010)
- Fox Holes 2 (2010)
- Heavy Load (2010)
- Honeymoon (2010)
- Hot Sex (II) (2010)
- Love in an Elevator (2010)
- Lust (2010)
- Maid to Order (2010)
- Mean Girls (2010)
- Naughty Staff 2 (2010)
- Speed (2010)
- Studio 69 (2010)
- Twisty Treats 2 (2010)
- Uptown Girl (2010)
- Vow (2010)
- Young Guns (2010)
- Anarchy (2011)
- Bad Teachers Uncovered (2011)
- Big Boob Addicts (2011)
- Black and Blue (2011)
- Blind Date (2011)
- Boobwatch (2011)
- Breaking Up (2011)
- Bring It (2011)
- Busty Ones 3 (2011)
- Freak (2011)
- Friends with Benefits (II) (2011)
- Happy Endings (2011)
- Horizon (2011)
- Inside Job (2011)
- KissMe Girl: Alektra and Stacy (2011)
- Mesmerized (2011)
- My Personal Masseuse (2011)
- Next Friday Night (2011)
- On My Own: Brunette Edition (2011)
- Party Girls (II) (2011)
- Peepshow (2011)
- Perfect Getaway (2011)
- Rocki Whore Picture Show: A Hardcore Parody (2011)
- Sexy (2011)
- Stripper Firefighters (2011)
- Teachers Pet (2011)
- Unbridled: Free From All Restraint (2011)
- Unfinished Business (2011)
- Wicked Digital Magazine 3 (2011)
- Wicked Digital Magazine 4 (2011)
- XXX Avengers (2011)
- Young at Heart (2011)
- Alektra Blue Is Cumming On Demand (2012)
- Anal Academy (2012)
- ASSministrators ASSistant (2012)
- Babe Buffet: All You Can Eat (2012)
- Best Day Ever (2012)
- Busty Cops (2012)
- Busty Invaders From Mars (2012)
- Countdown (2012)
- Craving 2 (2012)
- I Came Inside the Backdoor 2 (2012)
- Ideal Companion (2012)
- Immortal Love (2012)
- Job Swap (2012)
- Kitty Klub (2012)
- Men in Black: A Hardcore Parody (2012)
- Sassy Ass (2012)
- Sex Boutique: Glory Holes (2012)
- Sexpionage (2012)
- Summer Lovin' (2012)
- Tuna Helper (2012)
- Alektra Blue: In Another Light (2013)
- Getting Schooled (2013)
- Secret Admirer (2013)
- Show No Mercy (2013)
- Soaking Wet (2013)
- Talking Shop (2013)